# Liste der denkmalgeschützten Objekte in Weyregg am Attersee
Die Liste der denkmalgeschützten Objekte in Weyregg am Attersee enthält die 6 denkmalgeschützten, unbeweglichen Objekte der oberösterreichischen Gemeinde Weyregg am Attersee.

## Denkmäler
| Foto |                 | Denkmal                                                                                  | Standort                                     | Beschreibung | Metadaten |
| ---- | --------------- | ---------------------------------------------------------------------------------------- | -------------------------------------------- | --- | --- |
| ja   | Datei hochladen | Gahbergkapelle HERIS-ID: 72145 Objekt-ID: 85371                                          | Gahberg 31, in der Nähe Standort KG: Weyregg | Eine ehemalige Holzkapelle, die durch Blitzschlag 1951 abbrannte und anschließend neu errichtet wurde. | BDA-Hist.: Q17123275 Status: § 2a Stand der BDA-Liste: 2025-06-30 Name: Gahberg-Kapelle GstNr.: .14 Gahbergkapelle                                            |
| ja   | Datei hochladen | Kath. Pfarrkirche hl. Valentin und Friedhof HERIS-ID: 52712 Objekt-ID: 60218             | neben Wachtbergstraße 1 Standort KG: Weyregg | Ursprünglich eine spätgotische Hallenkirche. Nach Neubau der Kirche um 1931/32 blieb nur das Presbyterium vom Vorgängerbau erhalten. | BDA-Hist.: Q17126931 Status: § 2a Stand der BDA-Liste: 2025-06-30 Name: Kath. Pfarrkirche hl. Valentin und Friedhof GstNr.: .87, 550, 551 Pfarrkirche Weyregg |
| ja   | Datei hochladen | Römische Villa Weyregg HERIS-ID: 58364 Objekt-ID: 68996                                  | bei Römergasse 1 Standort KG: Weyregg        | | BDA-Hist.: Q38082756 Status: Bescheid Stand der BDA-Liste: 2025-06-30 Name: Römische Villa Weyregg GstNr.: 625/1, 625/2, 626, 707/1, 589/5, 624, 707/3, 2323  |
| ja   | Datei hochladen | Marienkapelle HERIS-ID: 103534 Objekt-ID: 120035                                         | Standort KG: Weyregg                         | Eine Kapelle am 1036 m hohen Richtberg, die auch als Richtberg- bzw. Taferl-Kapelle bezeichnet wird. | BDA-Hist.: Q37798051 Status: § 2a Stand der BDA-Liste: 2025-06-30 Name: Marienkapelle GstNr.: 1767/51                                                         |
| ja   | Datei hochladen | Jungsteinzeitliche Pfahlbaustation Weyregg I HERIS-ID: 112876 Objekt-ID: 131101seit 2017 | Standort KG: Weyregg                         | Die auf das 4. Jahrtausend vor unserer Zeitrechnung datierte Siedlung liegt im Uferbereich des Attersees bei der heutigen Schiffsanlegestelle. Die Pfahlbauten sind durch die Schifffahrt weitgehend zerstört. Es konnten Steingeräte, Horn- und Knochenobjekte, Keramik und Bronzegegenstände gefunden werden. | BDA-Hist.: Q37832493 Status: Bescheid Stand der BDA-Liste: 2025-06-30 Name: Jungsteinzeitliche Pfahlbaustation Weyregg I GstNr.: 2382/1                       |
| BW   | Datei hochladen | Römische Hafenanlage Weyregg HERIS-ID: 112877 Objekt-ID: 131102seit 2017                 | Standort KG: Weyregg                         | Die aus Lärchenpfählen und Steinschüttung bestehende, etwa 50 mal 50 Meter große trapezförmige Anlage im Uferbereich des Attersees wird auf das 2. oder 3. Jahrhundert datiert. Sie ist unter Wasser noch heute deutlich sichtbar.                                                                              | BDA-Hist.: Q37832501 Status: Bescheid Stand der BDA-Liste: 2025-06-30 Name: Römische Hafenanlage Weyregg GstNr.: 2382/1                                       |